# Monte Rotondo (Corsica)
Il Monte Rotondo (2.622 m s.l.m.- in Corso monte Ritondu) è una montagna dell'Alta Corsica in Corsica.

## Caratteristiche
Si tratta della seconda vetta più alta della Corsica dopo il monte Cinto.
Per lungo tempo era stato considerato il monte più alto dell'isola.
La montagna è il punto culminante di un massiccio omonimo. Nel massiccio le montagne principali sono:
- A Maniccia - 2.496 m
- Monte Cardo - 2.453 m
- Punta Lattiniccia - 2.413 m
- Punta Alle Porta - 2.313 m
- Lombarduccio - 2.261 m
- Punta Artica - 2.327 m